# Estación Jaraguá
La Estación Jaraguá es una estación del sistema de trenes metropolitanos perteneciente a la Línea 7-Rubí, ubicada en el distrito de Jaraguá, en la ciudad de São Paulo.

## Historia
La estación fue inaugurada por la São Paulo Railway el 1 de octubre de 1891, con el nombre de Taipas (la estación fue popularmente conocida como Parada de Taipas).
En 1947, las líneas de la SPR son incorporadas por el gobierno federal por medio de la estatal Estrada de Ferro Santos Jundaí. A pesar de pasar por varias administraciones federales, la estación no sufrió ninguna mejoría, siendo que en las décadas del 70 y 80 las líneas estaban cada vez más deterioradas. El deterioro de los sistemas de trenes suburbanos culminó en una revuelta de sus usuarios, que iniciaron manifestaciones y actos que afectaron a varias estaciones, entre ellas Jaraguá que fue incendiada el 28 de octubre de 1983.
En el año siguiente, la estación es reformada y el sistema de trenes suburbanos es transferido para otra empresa federal (la CBTU). 
Desde 1994 la estación es administrada por la CPTM. Actualmente fue anunciada la reconstrucción de varias estaciones, entre ellas se encuentra la estación Jaraguá, las cuales tendrán el mismo estándar que el metro, de acuerdo al plan de movilidad urbana ExpansãoSP.

## Curiosidad
La estación Jaraguá es la única de la CPTM que posee plataformas construidas en lugares diferentes. La estación está dividida por el Camino de Taipas, estando las plataformas a ambos lados de este camino, sin plataforma de retorno.

## Tabla
| Sigla | Estación | Inauguración         | Integración                                                                      | Plataformas                                             | Posición    | Comentarios                    |
| ----- | -------- | -------------------- | -------------------------------------------------------------------------------- | ------------------------------------------------------- | ----------- | ------------------------------ |
| JRG   | Jaraguá  | 1 de octubre de 1891 | Bilhete Único de SPTrans e EMTU-CPTM válido para un viaje CPTM y un viaje EMTU . | Laterales separadas sin pasarela de integración/retorno | Superficial | Estación construida por la SPR |